# Kakinada
Kakinada (telugu కాకినాడ) és una ciutat i municipalitat del districte d'East Godavari a l'Índia, estat d'Andhra Pradesh, amb una població de 504.920 habitants (l'àrea metropolitana 653.340 habitants) al cens del 2001. És un port natural afavorit per l'illa Hope, a uns 5 km de la costa. Està situada prop de la desembocadura del Godavari, a la punta de la badia que es forma a la boca del riu.

## Geografia

### Clima
| Paràmetres climàtics mitjans de Kakinada | Paràmetres climàtics mitjans de Kakinada | Paràmetres climàtics mitjans de Kakinada | Paràmetres climàtics mitjans de Kakinada | Paràmetres climàtics mitjans de Kakinada | Paràmetres climàtics mitjans de Kakinada | Paràmetres climàtics mitjans de Kakinada | Paràmetres climàtics mitjans de Kakinada | Paràmetres climàtics mitjans de Kakinada | Paràmetres climàtics mitjans de Kakinada | Paràmetres climàtics mitjans de Kakinada | Paràmetres climàtics mitjans de Kakinada | Paràmetres climàtics mitjans de Kakinada | Paràmetres climàtics mitjans de Kakinada |
| Mes                                      | Gen.                                     | Feb.                                     | Mar.                                     | Abr.                                     | Mai.                                     | Jun.                                     | Jul.                                     | Ago.                                     | Set.                                     | Oct.                                     | Nov.                                     | Des.                                     | Anual                                    |
| ---------------------------------------- | ---------------------------------------- | ---------------------------------------- | ---------------------------------------- | ---------------------------------------- | ---------------------------------------- | ---------------------------------------- | ---------------------------------------- | ---------------------------------------- | ---------------------------------------- | ---------------------------------------- | ---------------------------------------- | ---------------------------------------- | ---------------------------------------- |
| Temperatura màxima registrada °C (°F)    | 38,8 (101,8)                             | 37,3 (99,1)                              | 40,0 (104)                               | 42,4 (108,3)                             | 46,7 (116,1)                             | 47,4 (117,3)                             | 41,7 (107,1)                             | 38,4 (101,1)                             | 37,9 (100,2)                             | 38,6 (101,5)                             | 35,9 (96,6)                              | 39,6 (103,3)                             | 47,4 (117,3)                             |
| Temperatura mínima registrada °C (°F)    | 13,3 (55,9)                              | 16,4 (61,5)                              | 14,0 (57,2)                              | 13,3 (55,9)                              | 20,1 (68,2)                              | 22,0 (71,6)                              | 20,1 (68,2)                              | 17,1 (62,8)                              | 20,1 (68,2)                              | 17,3 (63,1)                              | 11,5 (52,7)                              | 16,0 (60,8)                              | 11,5 (52,7)                              |
| Temperatura diària màxima °C (°F)        | 29,6 (85,3)                              | 31,5 (88,7)                              | 34,2 (93,6)                              | 36,3 (97,3)                              | 37,9 (100,2)                             | 36,0 (96,8)                              | 33,0 (91,4)                              | 32,6 (90,7)                              | 32,9 (91,2)                              | 32,4 (90,3)                              | 30,7 (87,3)                              | 29,5 (85,1)                              | 33,1 (91,6)                              |
| Temperatura diària mínima °C (°F)        | 20,2 (68,4)                              | 21,5 (70,7)                              | 23,8 (74,8)                              | 26,1 (79)                                | 27,8 (82)                                | 27,2 (81)                                | 26,1 (79)                                | 25,9 (78,6)                              | 25,8 (78,4)                              | 24,8 (76,6)                              | 22,3 (72,1)                              | 20,2 (68,4)                              | 24,3 (75,7)                              |
| Font: weatherlabs.in: काकीनाडा का मौसम         |                                          |                                          |                                          |                                          |                                          |                                          |                                          |                                          |                                          |                                          |                                          |                                          |                                          |

## Història
Se suposa que fou fundada pels reis Nandi i es va dir Kaki Nandiwada, nom del que va derivar l'europeu Cocanada i el local Kakinada. Els primers europeus que s'hi van establir foren els holandesos, al suburbi de Jagannathapuram, seguits del britànics. La factoria holandesa fou cedida als britànics el 1825 com a part de les cessions a canvi dels establiments britànics a Sumatra. Després de la conquesta de Masulipatam pel Coronel Forde el 1759, els francesos la van atacar per dues vegades però foren rebutjats. Fou declarada municipalitat el 1866.